# USS Cole (DDG-67)
USS Cole (DDG-67) – amerykański niszczyciel Aegis typu Arleigh Burke wersji Flight I, o ulepszonej charakterystyce taktyczno-technicznej dla celów obrony obszaru powietrznego. „Cole” przeznaczony jest do uzupełniania krążowników Aegis typu Ticonderoga w obronie przeciwlotniczej i przeciwrakietowej lotniskowcowych grup uderzeniowych. Nazwa okrętu pochodzi od nazwiska sierżanta piechoty morskiej, Darrella Cole’a, który poległ podczas bitwy o Iwo Jimę w 1945 roku.
Stępkę pod okręt położono 28 lutego 1994 roku w stoczni Ingalls Shipbuilding, gdzie został zwodowany 10 lutego 1995 roku, po czym 8 czerwca 1996 roku został przyjęty do służby operacyjnej w amerykańskiej marynarce wojennej, z portem macierzystym Naval Station Norfolk w stanie Wirginia.

## Konstrukcja i budowa
Przy konstrukcji kadłuba i nadbudówek tego okrętu wykorzystano doświadczenia wynikające z kolizji krążownika USS Belknap (CG-26) z lotniskowcem USS John F. Kennedy (CV-67) w 1975 roku oraz z zatopienia brytyjskiego niszczyciela HMS Sheffield w wyniku uszkodzeń powstałych na skutek trafienia pociskiem Exocet podczas wojny o Falklandy. Konstrukcja kadłuba o długości 153,8 metra została wzmocniona w celu zwiększenia odporności na działanie nadciśnienia fali uderzeniowej powstającej przy eksplozjach, odłamków oraz pożarów. Zwiększona została także odporność okrętu na działanie impulsów elektromagnetycznych (EMP). Żywotne części okrętu pokryte są kevlarowym opancerzeniem o masie 130 ton.
Zestaw sensorów jednostki stanowią radar nawigacyjny SPS-64(V)9, radar przeszukiwania powierzchni SPS-67(V)3/4 oraz cztery wielofunkcyjne radary z aktywnym elektronicznym skanowaniem fazowym SPY-1D o kącie pokrycia 360°. Ponadto okręt wyposażony jest w sonar dziobowy SQS-53C(V)1 oraz sonar holowany SQR-19B TACTAS do wykrywania i śledzenia okrętów podwodnych. Elektroniczne systemy samoobrony stanowią system pułapek przeciwtorpedowych SLQ-25A Nixie oraz system walki elektronicznej SLQ-32(V)2.

## Uzbrojenie okrętu
Uzbrojenie okrętu, obok przeciwpodwodnych torped lekkich Mk. 46 i Mk. 50, stanowi 90 rakietowych pocisków przeciwlotniczych średniego zasięgu Standard Missile 2 Block IIIA lub IIIB, pocisków manewrujących woda-ziemia RGM-109 Tomahawk (TLAM-C/D) i rakietotorped ZOP VL-ASROC w wyrzutniach VLS oraz osiem przeciwokrętowych pocisków manewrujących RGM-84 Harpoon w 2 czterokomorowych wyrzutniach Mk. 141. Na uzbrojenie artyleryjskie jednostki składają się jedna armaty 127 mm /54 oraz dwa wielolufowe artyleryjskie systemy obrony bezpośredniej (CIWS) Vulcan Phalanx kalibru 20 mm. Okręt nie ma na swoim wyposażeniu śmigłowca, jednakże jest wyposażony w lądowisko dla tego rodzaju statków powietrznych wraz z niezbędnym wyposażeniem elektronicznym LAMPS 3.

## Służba operacyjna

### Atak terrorystyczny

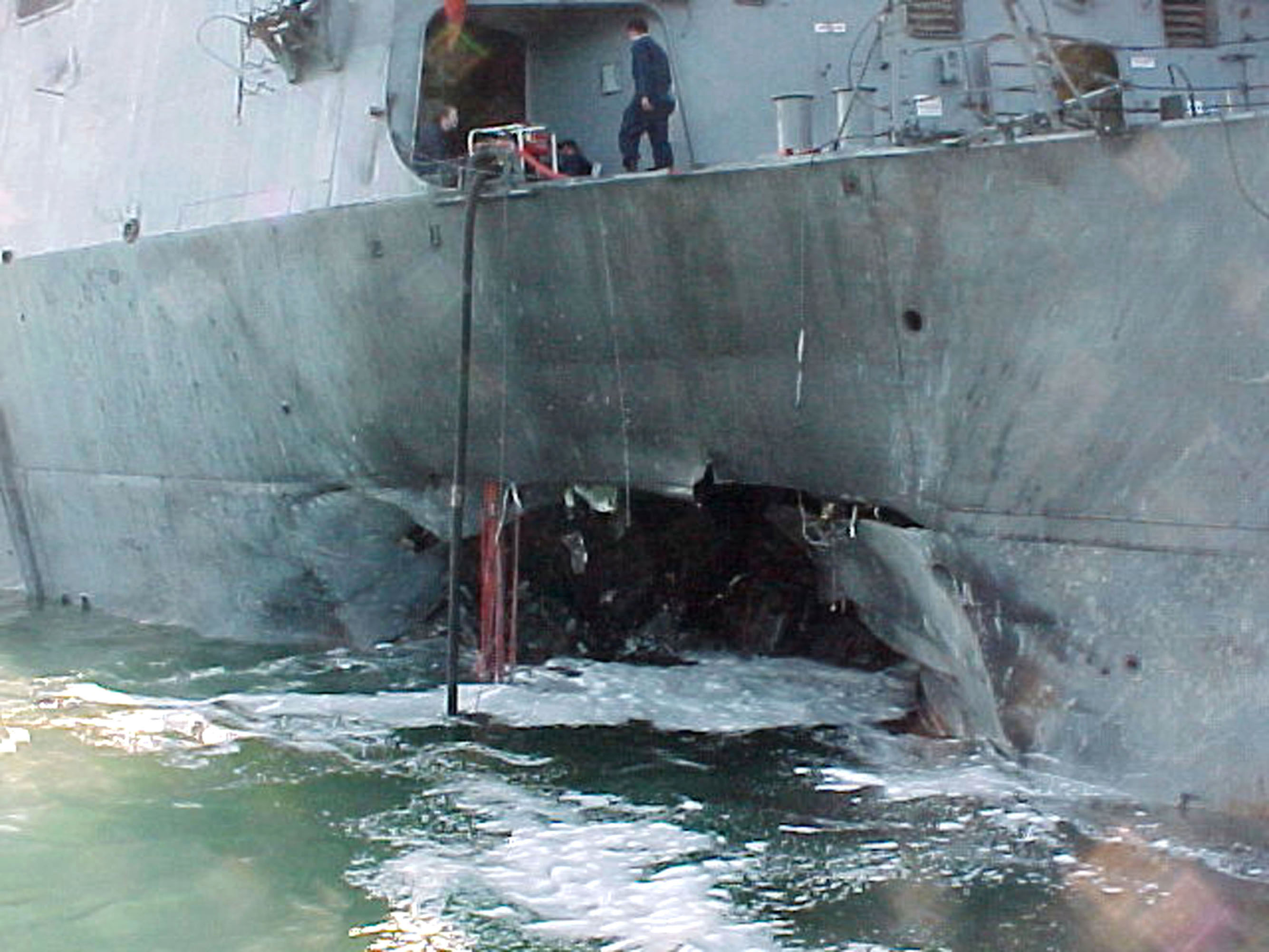
Uszkodzenie kadłuba USS „Cole” w wyniku ataku z 12 października 2000 roku

Został ciężko uszkodzony przez Al-Ka’idę podczas ataku terrorystycznego 12 października 2000 roku w Jemenie. Atak terrorystyczny został przeprowadzony przy pomocy łodzi motorowej wypełnionej ładunkiem wybuchowym. Eksplozja wyrwała w burcie okrętu dziurę o średnicy około 12 metrów zabijając 17 amerykańskich marynarzy i raniąc 39. Zginęło również dwóch zamachowców-samobójców, którzy podpływając do okrętu udawali przyjacielskie zamiary pozdrawiając gestami amerykańską załogę. Atak ten określony został jako „11 września US Navy” (Navy’s September 11) i zapoczątkował nowy rodzaj terroryzmu, tzw. terroryzm morski.
W celu ratowania ciężko uszkodzonego na bakburcie okrętu, służby ratownicze okrętu wycięły dziurę po przeciwległej stronie na sterburcie aby zrównoważyć okręt, zapobiegając w ten sposób jego przewróceniu się na lewą burtę.
Po eksplozji USS „Cole” powrócił do Stanów Zjednoczonych na pokładzie norweskiego statku półzanurzalnego MV „Blue Marlin”. Naprawy przeprowadzono w stoczni Ingalls Shipbuilding w miejscowości Pascagoula w stanie Missisipi.
Po 14 miesiącach napraw niszczyciel powrócił do czynnej służby w 2002 roku.

## Tarcza herbowa

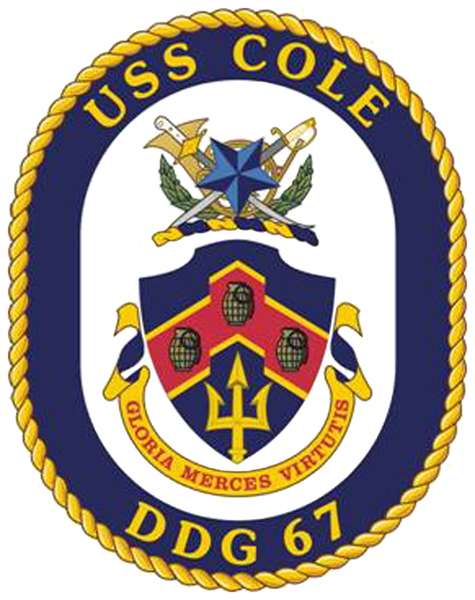
Tarcza herbowa USS „Cole” (DDG-67)

Granatowy i złoty kolor tarczy herbowej symbolizuje żeglarską doskonałość i jest tradycyjną kolorystyką związaną z marynarką wojenną.
Kolor czerwony, symbol krwi i odwagi, oznacza waleczność i poświęcenie sierżanta Darrella S. Cole’a. Trójząb jest symbolem sprawności okrętu oraz jego wysokiego potencjału wojskowego. Trzy zęby oznaczają zdolność prowadzenia działań wojennych przeciwko okrętom podwodnym oraz celom powietrznym. Trzy granaty ręczne upamiętniają bohaterski jednoosobowy atak przy pomocy granatów na pozycje nieprzyjaciela, jaki sierżant Cole przeprowadził podczas bitwy o Iwo Jimę. Przerwany szewron odnosi się do przełamania przez sierżanta Cole’a szeregów wroga, co pozwoliło jego oddziałowi wypełnić zamierzone cele wojskowe. Granaty symbolizują również cnoty odwagi, waleczności i honoru, upamiętniając poświęcenie i duch walki sierżanta Cole’a.
Niebieska gwiazda symbolizuje Medal Honoru nadany pośmiertnie sierżantowi Cole, za jego poświęcenie i niezwykłe bohaterstwo. Skrzyżowane miecze odzwierciedlają kooperację i ducha wojskowego marynarki wojennej. Znajdujący się w tle róg upamiętnia fakt, że sierżant Cole służył w siłach zbrojnych również jako muzyk i określano go przydomkiem The Fighting Field Musician („walczący muzyk”). Wieniec laurowy symbolizuje najwyższe osiągnięcia i honor.
Na tarczy widoczne jest również łacińskie motto okrętu Gloria merces virtutis („Chwała nagradza dzielność”). Podkreśla ono niezwykłe bohaterstwo sierżanta Cole’a, jego wierność ojczyźnie oraz odwagę.